# And Then We Kiss
Az And Then We Kiss Britney Spears amerikai énekesnő egyik dala. Szerzői: Britney Spears, Mark Taylor és Paul Barry. Eredetileg az In the Zone (2003) albumra készült, és ugyanakkor vették fel, amikor a Breathe on Me-t, de nem került fel az albumra. Ez a változat elektronikus hangzású volt és flamencogitár is felhangzott benne. Később tervezték feltenni a Britney & Kevin: Chaotic (2005) DVD bónuszlemezére, végül erre sem került fel.
A dalt ezután Junkie XL remixelte, és felkerült a 2005. november 22-én megjelent B in the Mix: The Remixes című remixalbumra, majd Ausztráliában és Új-Zélandon megjelent a remixalbum egyetlen kislemezeként október 31-én. Az albumon és a kislemezen nem jelezték, hogy remix, így sokan azt hitték, ez az eredeti változat. A dal első változata 2011. szeptember 2-án kiszivárgott az internetre. Az eredeti producer, Taylor a találgatások után szeptember 5-én elismerte, hogy valóban ez az eredeti verzió.
A remix euro-trance stílusú techno beütéssel. Junkie XL azt tervezte, hogy olyasmit hoz létre a remixszel, mint a Depeche Mode Enjoy the Silence című száma. A kritikusok dicsérték a dalt, ami az amerikai Billboard Hot Dance Airplay lista 15. helyét érte el, más slágerlistákon azonban nem aratott sikert.
2005 szeptemberében a Billboard bejelentette, hogy a remix lesz Spears Fantasy nevű parfümjének reklámdala.